# 無風選挙
無風選挙（むふうせんきょ）とは、当選者と落選者が最初からはっきりしていると見られている選挙のこと。

## 概要
当選枠分が有力候補ですでに埋まり、他候補が泡沫候補のみの場合、無風選挙になると見られる。自分たちの一票で当落が変わるという状況になりにくく、事実上の信任投票という認識が広がるため、投票率は低くなりやすい。無風選挙になると見られる選挙区は「無風区」と呼ばれる。
小選挙区制では、閣僚や党要職にある大物政治家の選挙区で、無風選挙が発生しやすくなる。
参議院二人区では、二大政党制が進むと第一政党候補と第二政党候補が当選しやすくなり、二大政党が1人ずつしか候補を擁立しない場合はその他の候補が当選することが難しいことが多く、無風選挙になりやすい。
地方自治体の首長選挙では、与野党相乗りの現職が再選を狙って立候補すると、対立候補は相乗りしない一部野党や諸派などの候補となり、無風選挙になることが多い。
選挙速報をしているテレビ局が、投票終了直後の開票速報で出口調査等に基づいて当選確実を報道をするケースもある。
無風選挙と見られるからといって、有力候補が全く選挙運動しない訳ではない。当選することは当然として、得票数や得票率をできるだけ高めようと努める。これは、多くの有権者の支持を集めた結果、当選後の議員活動において、政治力・影響力・発言力が増すからである。
同様に落選が確実な候補者にとっても、有力候補に対する実質の「不信任票」を得ることと、特定政党の支持者の割合を調べるのが目的なので、議会での発言権を増し、相乗り候補に対抗できるとしている。有権者に有力候補への不満があるのに、対抗馬が立候補しない（あるいは、有力候補の圧力で出馬を断念させられた）場合には、いわゆる泡沫候補が予想外の善戦をすることもある。

## 無風選挙の例
無風選挙を測る指標として、ある選挙における次点候補者の惜敗率（ある選挙の最下位当選者の得票を1として、次点候補者の得票の割合）を求める。次点候補の惜敗率が低いほど無風選挙状態といえる。

### 衆議院選挙
| 順位 | 年         | 選挙区              | 最下位当選者 | 最下位当選者 | 次点候補   | 次点候補 | 惜敗率 |
| 順位 | 年         | 選挙区              | 候補者名     | 得票         | 候補者名   | 得票     | 惜敗率 |
| ---- | ---------- | ------------------- | ------------ | ------------ | ---------- | -------- | ------ |
| 1位  | 1959年補選 | 北海道第1区（2）    | 高田富與     | 133,632      | 西館仁     | 4,869    | 3.64%  |
| 2位  | 2009年     | 栃木県第3区（1）    | 渡辺喜美     | 142,482      | 斎藤克巳   | 7,024    | 4.93%  |
| 3位  | 2024年     | 鳥取県第1区（1）    | 石破茂       | 106,670      | 朝倉浩之   | 12,389   | 11.61% |
| 4位  | 2003年     | 愛知県第11区（1）   | 古本伸一郎   | 181,747      | 串田真吾   | 21,179   | 11.65% |
| 5位  | 2021年     | 広島県第1区（1）    | 岸田文雄     | 133,704      | 有田優子   | 15,904   | 11.89% |
| 6位  | 2004年補選 | 鹿児島県第5区（1）  | 森山裕       | 115,820      | 竪山勲     | 16,029   | 13.84% |
| 7位  | 2012年     | 神奈川県第11区（1） | 小泉進次郎   | 184,360      | 林公太郎   | 25,134   | 13.63% |
| 8位  | 2012年     | 鳥取県第1区（1）    | 石破茂       | 124,746      | 塚田成幸   | 17,550   | 14.06% |
| 9位  | 2000年     | 熊本県第4区（1）    | 園田博之     | 149,156      | 若城浩史   | 21,028   | 14.10% |
| 10位 | 2017年     | 神奈川県第11区（1） | 小泉進次郎   | 154,761      | 瀬戸和弘   | 21,874   | 14.13% |
| 11位 | 2003年     | 山口県第4区（1）    | 安倍晋三     | 140,347      | 小島潤一郎 | 21,202   | 15.11% |
| 12位 | 2012年     | 神奈川県第11区（1） | 小泉進次郎   | 184,360      | 林公太郎   | 25,045   | 16.12% |
| 13位 | 2012年     | 山口県第4区（1）    | 安倍晋三     | 118,696      | 財満慎太郎 | 19,336   | 16.29% |

### 参議院選挙
| 順位 | 年         | 選挙区              | 最下位当選者 | 最下位当選者 | 次点候補     | 次点候補 | 惜敗率 |
| 順位 | 年         | 選挙区              | 候補者名     | 得票         | 候補者名     | 得票     | 惜敗率 |
| ---- | ---------- | ------------------- | ------------ | ------------ | ------------ | -------- | ------ |
| 1位  | 1951年補選 | 富山県選挙区（1）   | 館哲二       | 245,372      | 巴陵宣正     | 18,691   | 7.62%  |
| 2位  | 1970年設選 | 沖縄県選挙区（2）   | 稲嶺一郎     | 194,510      | 下里恵良     | 20,264   | 10.42% |
| 3位  | 2022年     | 富山県選挙区（1）   | 野上浩太郎   | 302,951      | 京谷公友     | 43,177   | 14.25% |
| 4位  | 2013年     | 富山県選挙区（1）   | 堂故茂       | 328,631      | 高橋渡       | 51,569   | 15.69% |
| 5位  | 2019年補選 | 埼玉県選挙区（1）   | 上田清司     | 1,065,390    | 立花孝志     | 168,289  | 15.80% |
| 6位  | 1953年補選 | 青森県選挙区（1）   | 笹森順造     | 204,289      | 大沢喜代一   | 33,446   | 16.37% |
| 7位  | 1955年補選 | 島根県選挙区（1）   | 佐野広       | 252,443      | 加藤一郎     | 42,552   | 16.46% |
| 8位  | 1963年補選 | 福岡県選挙区（1）   | 小宮市太郎   | 196,706      | 安部正       | 87,744   | 17.67% |
| 9位  | 2022年     | 山口県選挙区（1）   | 江島潔       | 327,153      | 秋山賢治     | 61,853   | 18.90% |
| 10位 | 1992年     | 新潟県選挙区（2）   | 大渕絹子     | 376,580      | 村田和男     | 72,541   | 19.26% |
| 11位 | 2004年     | 茨城県選挙区（2）   | 郡司彰       | 477,948      | 田谷武夫     | 94,837   | 19.84% |
| 12位 | 2007年     | 宮城県選挙区（2）   | 愛知治郎     | 359,099      | 加藤幹夫     | 71,689   | 19.96% |
| 13位 | 2022年     | 和歌山県選挙区（1） | 鶴保庸介     | 283,965      | 前久         | 57,522   | 20.25% |
| 14位 | 1953年     | 青森県選挙区（1）   | 佐藤尚武     | 294,422      | 大久保弥三郎 | 59,657   | 20.26% |
| 15位 | 2004年     | 栃木県選挙区（2）   | 矢野哲朗     | 332,513      | 野村節子     | 69,044   | 20.76% |
| 16位 | 2007年     | 福島県選挙区（2）   | 森まさこ     | 372,857      | 宮本しづえ   | 78,237   | 20.98% |
| 17位 | 2013年     | 群馬県選挙区（1）   | 山本一太     | 580,144      | 加賀谷富士子 | 123,725  | 21.33% |
| 18位 | 2001年     | 和歌山県選挙区（1） | 世耕弘成     | 319,080      | 木村文則     | 69,186   | 21.68% |
| 19位 | 2004年     | 広島県選挙区（2）   | 亀井郁夫     | 493,817      | 岡本三夫     | 108,288  | 21.93% |
| 20位 | 1947年補選 | 岩手県選挙区（1）   | 川村松助     | 228,726      | 小林美代     | 50,242   | 21.97% |

### 都道府県知事選挙
| 順位 | 年     | 知事選挙       | 当選者     | 当選者  | 次点候補   | 次点候補 | 惜敗率 |
| 順位 | 年     | 知事選挙       | 候補者名   | 得票    | 候補者名   | 得票     | 惜敗率 |
| ---- | ------ | -------------- | ---------- | ------- | ---------- | -------- | ------ |
| 1位  | 1986年 | 香川県知事選挙 | 平井城一   | 208,213 | 阿部孝     | 6,314    | 3.03%  |
| 2位  | 1980年 | 岡山県知事選挙 | 長野士郎   | 436,086 | 熊一良     | 14,965   | 3.43%  |
| 3位  | 1955年 | 熊本県知事選挙 | 桜井三郎   | 612,006 | 尾藤新士   | 27,037   | 4.42%  |
| 4位  | 2018年 | 福島県知事選挙 | 内堀雅雄   | 650,982 | 町田和史   | 35,029   | 5.38%  |
| 5位  | 2025年 | 山形県知事選挙 | 吉村美栄子 | 318,364 | 金山屯     | 17,794   | 5.59%  |
| 6位  | 1963年 | 茨城県知事選挙 | 岩上二郎   | 816,388 | 宮田裕信   | 49,581   | 6.07%  |
| 7位  | 2019年 | 鳥取県知事選挙 | 平井伸治   | 225,883 | 福住英行   | 14,056   | 6.22%  |
| 8位  | 1976年 | 岡山県知事選挙 | 長野士郎   | 460,737 | 高田巌     | 29,490   | 6.40%  |
| 9位  | 1951年 | 山口県知事選挙 | 田中龍夫   | 644,760 | 久保田敏   | 42,074   | 6.53%  |
| 10位 | 1951年 | 三重県知事選挙 | 青木理     | 645,007 | 遠藤陽之助 | 44,763   | 6.94%  |
| 11位 | 1952年 | 富山県知事選挙 | 高辻武邦   | 399,771 | 巴陵宣正   | 28,017   | 7.01%  |